# Зекендорф, Лео фон
Лео фон Зекендорф (нем. Leo von Seckendorff, полное имя нем. Franz Karl Leopold Freiherr von Seckendorf-Aberdar; 2 декабря 1775, Ансбах, Франконский имперский округ — 6 мая 1809, Эбельсберг, эрцгерцогство Австрия над Энсом) — немецкий поэт.
В 1798 году поступил на службу в Веймаре, где в обществе Гёте, Шиллера и Виланда развился его поэтический талант; в 1802 году был в Штутгарте обвинен в политическом преступлении и заключён на три года в крепость. Погиб на поле сражения во время войны Австрии с Наполеоном. Зекендорф опубликовал «Blüten griechischer Dichter» (Веймар, 1800); «Neujahrstaschenbuch von Weimar für 1801» и др.